# Entephria relegata
Entephria relegata là một loài bướm đêm trong họ Geometridae.